# Леттеркенни
Леттеркенни (англ. Letterkenny; ирл. Leitir Ceanainn (Летирь-Кянань)) — (малый) город в Ирландии, находится в графстве Донегол (провинция Ольстер).

## Демография
Население — 17 586 человек (по переписи 2006 года). В 2002 году население было 15 231 человек. При этом, население внутри городской черты (legal area) было 15 062, население пригородов (environs) — 2 524.
Данные переписи 2006 года:
| Общие демографические показатели |               |                               |                               |      |      |
| Всё население                    | Всё население | Изменения населения 2002—2006 | Изменения населения 2002—2006 | 2006 | 2006 |
| 2002                             | 2006          | чел.                          | %                             | муж. | жен. |
| 15 231                           | 17 586        | 2355                          | 15,5                          | 8465 | 9121 |

В нижеприводимых таблицах сумма всех ответов (столбец «сумма»), как правило, меньше общего населения населённого пункта (столбец «2006»).
| Религия (Тема 2 — 5 : Число людей по религиям, 2006) |             |                |             |            |        |        |
| Католики, чел.                                       | Католики, % | Другая религия | Без религии | не указано | сумма  | 2006   |
| 14 788                                               | 84,1        | 2 038          | 542         | 218        | 17 586 | 17 586 |

| Этно-расовый состав (Этничность. Тема 2 — 3 : Постоянное население по этническому или культурному происхождению, 2006) |            |              |       |        |        |            |        |        |
| Белые ирландцы | Лухт-шулта | Другие белые | Негры | Азиаты | Другие | Не указано | сумма  | 2006   |
| 14 535 | 197        | 1 176        | 542   | 423    | 263    | 171        | 17 307 | 17 586 |
| Доля от всех отвечавших на вопрос, %                                                                                   |            |              |       |        |        |            |        |        |
| 84,0 | 1,1        | 6,8          | 3,1   | 2,4    | 1,5    | 1,0        | 100    | 98,41  |

1 — доля отвечавших на вопрос о языке от всего населения.
| Владение ирландским языком (Тема 3 — 1 : Число людей от 3 лет и старше по способности говорить по-ирландски, 2006) |       |            |        |        |
| Владеете ли Вы ирландским языком?                                                                                  |       |            |        |        |
| Да | Нет   | Не указано | сумма  | 2006   |
| 6 539 | 9 768 | 307        | 16 614 | 17 586 |
| Доля от всех отвечавших на вопрос о языке, %                                                                       |       |            |        |        |
| 39,4 | 58,8  | 1,8        | 100    | 94,51  |

1 — доля отвечавших на вопрос о языке от всего населения.
| Использование ирландского языка (Тема 3 — 2 : Irish speakers aged 3 or over by frequency of speaking Irish, 2006) |                                                            |                                               |                                               |                                               |                                               |                                               |       |                                     |        |
| Как часто и где Вы говорите по-ирландски?                                                                         |                                                            |                                               |                                               |                                               |                                               |                                               |       |                                     |        |
| ежедневно, только в образовательных учреждениях                                                                   | ежедневно, как в образовательных учреждениях, так и вне их | в других местах (вне образовательной системы) | в других местах (вне образовательной системы) | в других местах (вне образовательной системы) | в других местах (вне образовательной системы) | в других местах (вне образовательной системы) | сумма | всего, отвечавших на вопрос о языке | 2006   |
| ежедневно, только в образовательных учреждениях                                                                   | ежедневно, как в образовательных учреждениях, так и вне их | ежедневно                                     | каждую неделю                                 | реже                                          | никогда                                       | не указано                                    | сумма | всего, отвечавших на вопрос о языке | 2006   |
| 1 926 | 119                                                        | 403                                           | 479                                           | 2 229                                         | 1 294                                         | 89                                            | 6 539 | 16 614                              | 17 586 |
| Доля от всех отвечавших на вопрос о языке, %                                                                      |                                                            |                                               |                                               |                                               |                                               |                                               |       |                                     |        |
| 11,6 | 0,7                                                        | 2,4                                           | 2,9                                           | 13,4                                          | 7,8                                           | 0,5                                           | 39,4  | 100                                 |        |

| Типы частных жилищ (Тема 6 — 1(a) : Число частных домовладений по типу размещения, 2006) |          |         |                 |            |       |        |
| Отдельный дом                                                                            | Квартира | Комната | Переносные дома | не указано | сумма | 2006   |
| 5 651                                                                                    | 525      | 12      | 14              | 94         | 6 296 | 17 586 |

## Факты
- В Леттеркенни находится улица Мэйн-стрит[англ.] — самая длинная улица Ирландии.